# Тит Юлий Юст
Тит Юлий Уст (на латински: Titus Iulius Ustus) е римски управител (procurator Augusti) на провинция Тракия по времето на август Нерон в 61 г. Произхожда от знатния римски род Юлии.
Името му е известно от два строителни надписа – единият от пътна станция Хелице (дн. гр.Ихтиман), другият от пътна станция Виа Мата (дн. с. Михилци). По негово време и с негово участие се изграждат два важни военни пътя на Балканите: диагоналния път Наисус – Бизантион и Ескус (дн. с. Гиген) – Филипопол (дн. гр. Пловдив) и съответните таберни и претории покрай тях.